# Manoir Saint-Christophe
Le manoir Saint-Christophe est une demeure qui se dresse sur le territoire de la commune française de Firfol dans le département du Calvados, en région Normandie.
Le manoir et son colombier sont inscrits aux monuments historiques.

## Historique
Le manoir est bâti au XVIe siècle.

## Description
Le manoir bâti en pans de bois et tuileaux se présente sous la forme d'un petit logis que flanque une tourelle d'escalier carrée. Sur la façade ouest, on peut voir, sculptées sur des poteaux décorés à la base de motifs Renaissance, les figures de sainte Barbe, saint Pierre et saint Jean.

## Protection aux monuments historiques
Le manoir et le colombier sont inscrits au titre des monuments historiques par arrêté du 20 mai 1927.